# Ascaris (parasite)
Ascaris lumbricoides
Pour les articles homonymes, voir Ascaris.
Espèce
L’ascaris lombricoïde (Ascaris lumbricoides) est un ver nématode (genre des ascarides) parasite intestinal qui provoque l’ascaridiose, maladie strictement humaine. C’est le plus grand des nématodes, et la plus fréquente des helminthiases, qui concernent l'homme.
L’ascaris lombricoïde est cosmopolite mais est plus fréquent dans les zones tropicales et subtropicales ainsi que celles avec une hygiène inadéquate.
« L'ascaris des chiens et des chats » appartient à d'autres ascarides (Toxocara canis chez le chien, Toxocara cati chez le chat), provoquant la toxocarose, qui peut aussi toucher l'homme.

## Histoire
Fréquents et de grande dimension, les ascaris lombricoïdes ne pouvaient pas passer inaperçus. Aussi des médecins historiens de la fin du XIXe siècle ont identifié comme ascaris le ver Hefat mentionné dans le papyrus Ebers, mais cela n'est pas confirmé un siècle plus tard. En Chine, l'ascaris serait mentionné dans le Nei Jing.
Les anciens grecs ont pensé que ce ver était engendré par une force vitale des excréments. Hippocrate distingue trois sortes de vers parasites humains : le ver plat (ténia), le ver rond (ascaris) et les « ascarides » (oxyures). Les romains désignent l'ascaris sous les termes tineum rotundum ou lumbricus rotondatus. 
En médecine perse, Avicenne énumère quatre types de vers, dont le « lombric rond » (ascaris lombricoïde), qu'il considère comme inoffensif et même salutaire, propre à débarrasser l'intestin des matières nuisibles.
La théorie de la génération spontanée des vers intestinaux est remise en question à partir du XVIIIe siècle. En 1700, Nicolas Andry publie son célèbre De la génération des vers dans le corps de l'homme, il affirme que leur présence est due à l'introduction d'œufs dans le corps. Dès lors les recherches sur la reproduction des ascarides se développent, et Linné fait prévaloir le terme Ascaris lumbricoïdes en 1758.
À partir du XIXe siècle, les observations d'accidents pathologiques dus à l'ascaris se multiplient, et en 1860, Davaine publie son Traité des Entozoaires et des maladies vermineuses qui résume toute la connaissance de son temps sur l'ascaris.
L'apparition de la microbiologie provoque une perte d'intérêt, car les maladies vermineuses sont alors interprétées comme l'action unique de microbes transportés par les vers. Finalement, les études proprement parasitologiques de l'ascaris reprennent au début du XXe siècle. Le cycle complet évolutif de l'ascaris dans le corps humain est établi par des auteurs anglais et japonais dans la période 1916-1925.
À partir de 1949, des publications décrivent une nouvelle forme, rare, de maladie parasitaire chez l'enfant. Les premiers auteurs ont pensé avoir affaire à la larve d'Ascaris lumbricoïdes de l'homme. Mais en 1952, Beaver démontre, preuves expérimentales à l'appui, qu'il s'agit de larves de Toxocara canis ; d'où l'appellation impropre « ascaris du chien et du chat » pour toxocarose.

## Répartition géographique et importance
L'ascaridiose est la plus fréquente des géohelminthiases humaines ou vers parasites intestinaux qui se transmettent par voie oro-fécale. Les œufs de ces parasites se retrouvent dans les excréments humains, contaminent le sol là où existe la défécation en plein air, pour souiller l'eau et les produits agricoles. Les systèmes d'égouts dépourvus de traitement des eaux usées qui envoient les excréments humains directement dans les eaux des ruisseaux, des rivières et des fleuves est aussi une importante source de contamination. 
Dans le monde, il y aurait plus d'un milliard de personnes infectées par l’Ascaris lumbricoides soit un être humain sur six, dont 350 millions gravement atteintes, occasionnant 60 000 décès annuels. 
La prévalence de l’ascaridiose est très variable selon les régions : elle tend à disparaître des régions tempérées, où elle fut longtemps habituelle, surtout dans les zones rurales, et considérée comme bénigne. Elle continue à sévir à des taux importants dans les pays chauds du tiers-monde et y pèse lourdement sur le taux de mortalité infantile. 

## Morphologie

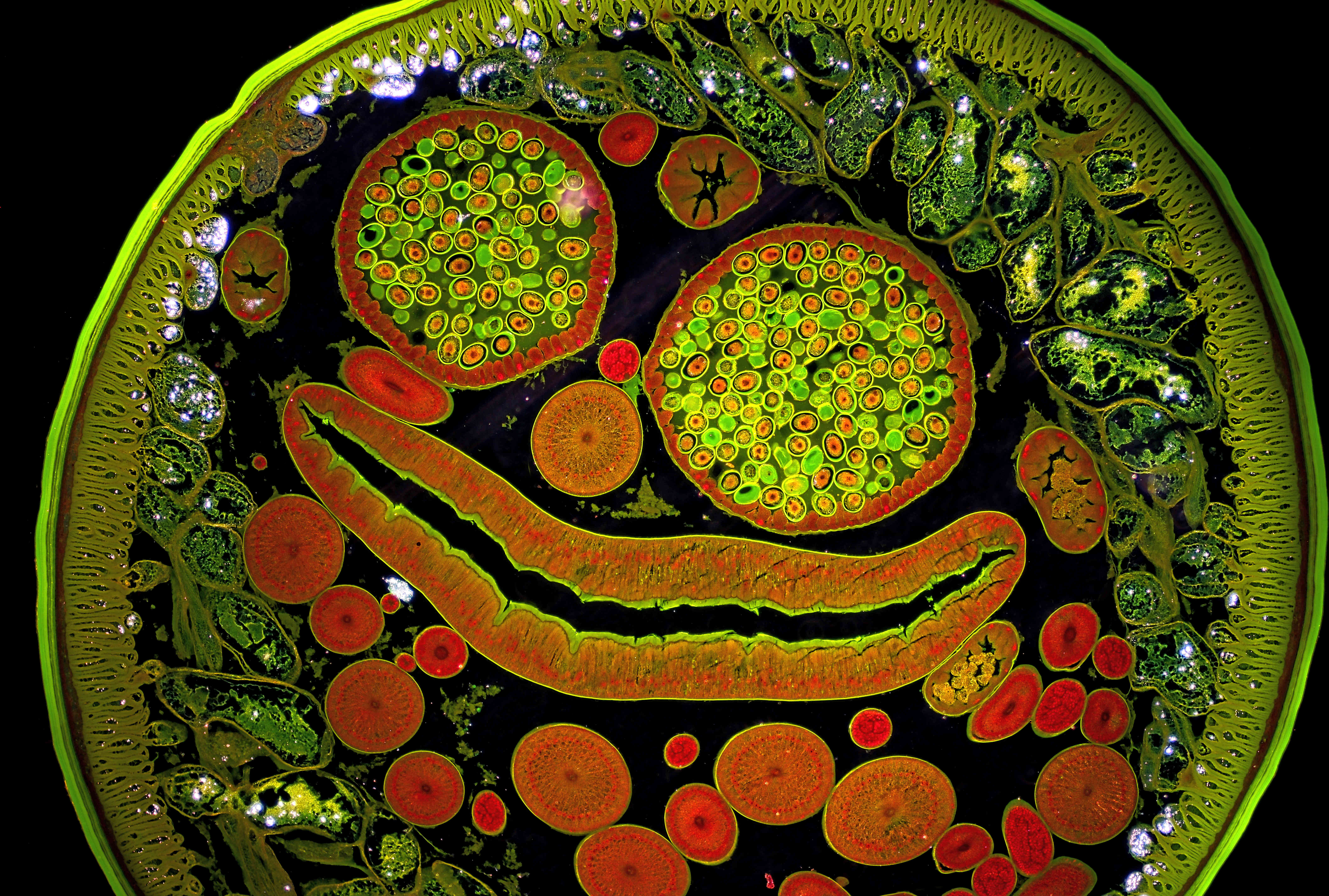
Ascaris mâle (en coupe, vu au microscope, grossi 200x)

Les vers adultes peuvent ressembler à un gros ver de terre ou lombric (d'où son nom de A. lumbricoides), mais ils n'appartiennent pas du tout à la même classe d'animaux. Leur cuticule (« peau » externe) est finement striée transversalement. Vivants, leur couleur est blanc rosé translucide, mais morts ils deviennent blanc crème opaque.
La femelle mesure de 20 à 30 cm de long sur 5 à 6 mm de diamètre et son extrémité postérieure est en forme de pointe mousse. 
Le mâle est moitié moins grand, et se reconnaît à son extrémité postérieure enroulée en crochet. 

## Cycle biologique
Le cycle évolutif est simple, direct, à un seul hôte, en principe l'humain. 
Les vers adultes vivent dans la lumière (lumen) du gros intestin, et peuvent y vivre un ou deux ans. Une femelle peut produire environ 200 000 œufs par jour qui sont dispersés par les selles.  

### Phase externe
Dans les cas où le sujet n'est parasité que par une ou plusieurs femelles, mais sans mâles, les œufs sont pondus non fécondés. Ces œufs ne deviennent pas infectieux. Ils sont de forme atypique, moins reconnaissables, parfois confondus avec des débris alimentaires lors d'un examen des selles par un observateur non averti. 
Les œufs fécondés ont un aspect caractéristique : une forme ellipsoïde, de couleur brune, avec coque épaisse mamelonnée mesurant 60 µm sur 40 µm. Ils ne sont pas embryonnés au moment de leur expulsion avec les selles. Ils évoluent en embryons et deviennent infectieux après un délai de dix-huit jours à plusieurs semaines, en fonction des conditions de l’environnement (optimum : forte humidité, température 28 à 32 °C).  
Très résistants, ils survivent habituellement au moins 1 à 3 ans dans la terre. Dans des conditions sanitaires précaires, ils sont ingérés avec l’eau, les légumes ou les fruits, contaminant les sujets sains.

### Phase interne

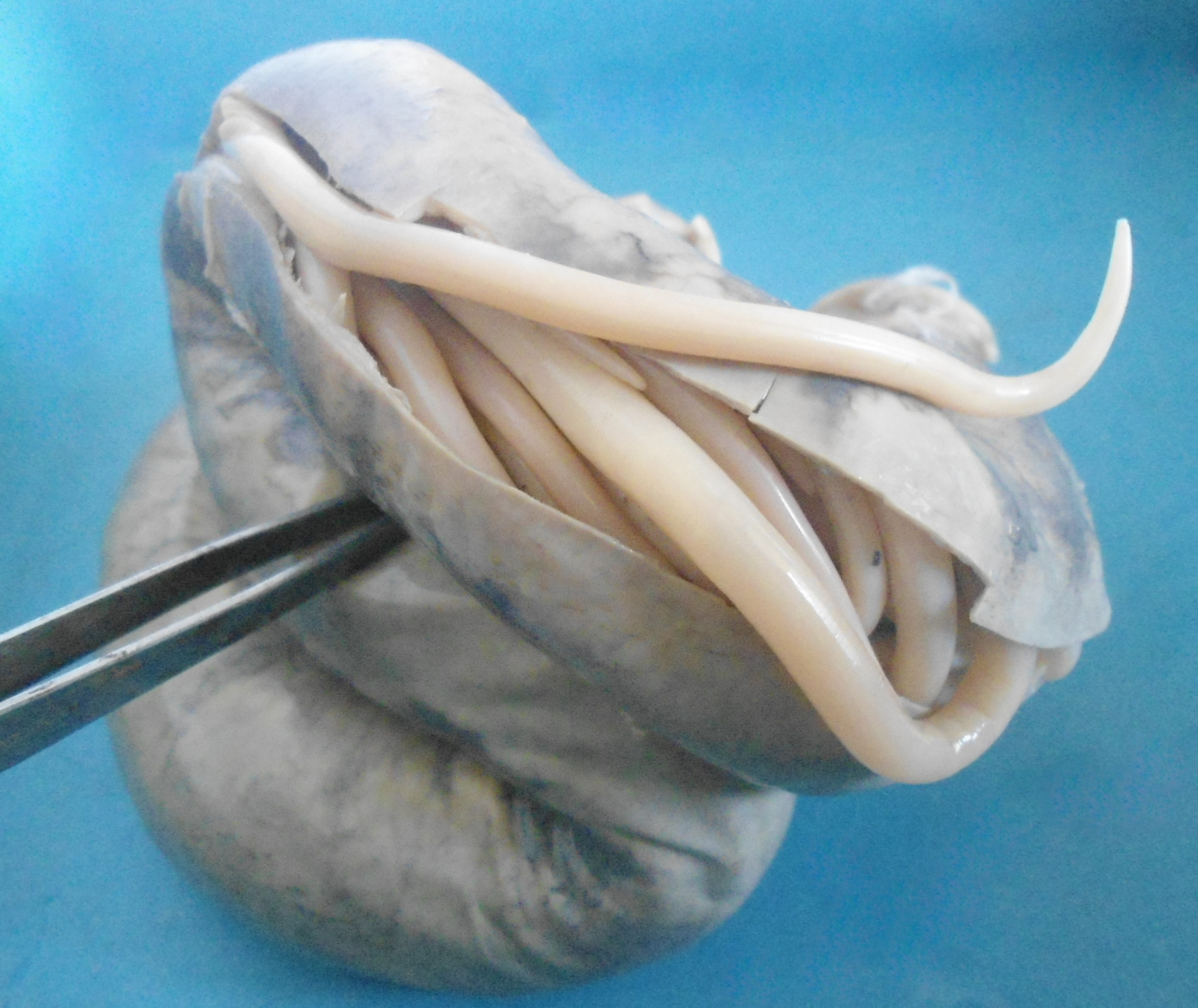
Segment réséqué de l’intestin grêle d’un humain, ouvert pour montrer de multiples vers adultes crémeux blancs remplissant l’intestin.

Après l'ingestion, les œufs éclosent, envahissent la muqueuse intestinale et sont transportées par la veine porte, puis par la circulation systémique jusqu’aux poumons. Les larves poursuivent ensuite leur maturation dans les poumons (10 à 14 jours) avant de pénétrer les parois alvéolaires, remonter dans l’arbre bronchique jusqu’à la gorge et ensuite être avalées de nouveau. 
Après avoir atteint l’intestin grêle, elles y terminent leur développement pour évoluer en vers adultes. Il s’écoule de deux à trois mois entre l’ingestion des œufs infectieux et la ponte des femelles adultes. 
Deux faits sont à noter :
- l’auto-infestation est impossible, l’œuf n'étant pas embryonné (monocellulaire) au moment de son expulsion avec les selles ;
- l’œuf embryonné infectieux, efficacement protégé par sa coque épaisse, garde très longtemps son pouvoir pathogène, particulièrement dans l’engrais d’origine humaine.

L’ascaris sécrète au moins deux types de molécules, dont l’une le protège contre le suc gastrique (inhibiteur de pepsine) et l’autre inhibe la prolifération des lymphocytes (phosphorylcholine).

## Mise en évidence
L’ascaris peut être identifié avec un examen parasitologique des selles.
Le diagnostic est facile lorsque le ver est émis soit avec les selles soit lors d'un effort de toux ou de vomissement. Le phénomène est spectaculaire et impressionnant, mais peu grave. Beaucoup plus rarement, la découverte est fortuite : lors d'un examen d'imagerie ou d'une intervention chirurgicale.

## Traitement
Il existe divers médicaments permettant de traiter les parasites nématodes. Ces médicaments appartiennent à la famille des anthelminthiques. Pour traiter l'ascaris qui se trouve dans la lumière des intestins, on utilise des médicaments benzimidazolés comme le flubendazole (traitement sur 3 jours), l'albendazole (traitement en prise unique), le mébendazole (traitement sur 3 jours) ; ainsi que d'autres médicaments comme le pyrantel (traitement en prise unique). 

### Mode d'action
Les benzimidazolés vont inhiber la polymérisation des tubules en établissant des liaisons de forte affinité avec la β-tubuline parasitaire, ce qui aura des répercussions sur de nombreuses fonctions cellulaires et entraînera la mort du parasite.
Le pyrantel est un agoniste des récepteurs nicotiniques à l’acétylcholine, il entraînera une dépolarisation neuromusculaire, une paralysie spastique et enfin une expulsion des vers.

### Effets indésirables
Ce sont généralement des molécules bien tolérées, passant peu voire pas dans la circulation sanguine et restant dans la lumière des intestins. L’embonate de pyrvinium (Povanyl) est susceptible de colorer les selles en rouge. 

### Contre indications
Pour le premier trimestre de la grossesse, il existe un effet tératogène des imidazolés. De plus, il faut éviter la consommation d’alcool qui donne un effet antabuse.